# 内藤正友
内藤 正友（ないとう まさとも）は、江戸時代前期から中期にかけての大名。武蔵赤沼藩の第2代藩主。のち信濃岩村田藩の初代藩主。岩村田藩内藤家2代。

## 生涯
寛文3年（1663年）、赤沼藩の初代藩主内藤正勝の長男として生まれる。元禄7年（1694年）8月7日、父が大坂定番に在職中に死去したため、その家督を継いだ。元禄16年（1703年）、大坂定番となり知行地を信濃岩村田に移された。その際、全37か条からなる領内法度を発した。
正徳元年（1711年）8月7日に死去した。享年49。長男の正能が元禄14年（1701年）9月4日に早世していたため、家督は次男の正敬が継いだ。

## 系譜
父母
- 内藤正勝（父）
- 内藤政次の娘（母）

正室、継室
- 屋代忠位の娘（正室）
- 稲垣重氏の娘（継室）

側室
- 某氏

子女
- 内藤正能（長男）生母は正室
- 内藤正敬（次男）生母は側室
- 内藤正直（三男）生母は側室
- 久世広寛継室